# Fußball-Club Gelsenkirchen-Schalke 04 1965-1966
Questa voce raccoglie le informazioni riguardanti il Fußball-Club Gelsenkirchen-Schalke 04 nelle competizioni ufficiali della stagione 1965-1966.

## Stagione
Nella stagione 1965-1966 lo Schalke, allenato da Fritz Langner, concluse il campionato di Bundesliga al 14º posto. In Coppa di Germania lo Schalke fu eliminato agli ottavi di finale dal Meidericher.

## Rosa
| N. |                     | Ruolo | Calciatore          |
| -- | ------------------- | ----- | ------------------- |
|    | Germania (bandiera) | P     | Josef Broden        |
|    | Germania (bandiera) | P     | Josef Elting        |
|    | Germania (bandiera) | P     | Horst Mühlmann      |
|    | Germania (bandiera) | D     | Hans-Jürgen Becher  |
|    | Germania (bandiera) | D     | Klaus Fichtel       |
|    | Germania (bandiera) | D     | Siegfried Grams     |
|    | Germania (bandiera) | D     | Uwe Kleina          |
|    | Germania (bandiera) | D     | Friedhelm Mach      |
|    | Germania (bandiera) | D     | Heinz Pliska        |
|    | Germania (bandiera) | D     | Egon Rama           |
|    | Germania (bandiera) | D     | Friedel Rausch      |
|    | Germania (bandiera) | D     | Klaus Senger        |
|    | Germania (bandiera) | C     | Karl-Heinz Bechmann |

| N. |                     | Ruolo | Calciatore        |
| -- | ------------------- | ----- | ----------------- |
|    | Germania (bandiera) | C     | Dieter Bedürftig  |
|    | Germania (bandiera) | C     | Günter Herrmann   |
|    | Germania (bandiera) | C     | Heinz-Dieter Lömm |
|    | Germania (bandiera) | C     | Gerhard Neuser    |
|    | Germania (bandiera) | C     | Alfred Pyka       |
|    | Germania (bandiera) | C     | Kurt Waschk       |
|    | Germania (bandiera) | A     | Werner Grau       |
|    | Germania (bandiera) | A     | Harald Klose      |
|    | Germania (bandiera) | A     | Erwin Kolbe       |
|    | Germania (bandiera) | A     | Manfred Kreuz     |
|    | Germania (bandiera) | A     | Rolf Lendzian     |
|    | Germania (bandiera) | A     | Werner Weikamp    |
|    | Germania (bandiera) | A     | Siegfried Werner  |

## Organigramma societario
Area tecnica
- Allenatore: Fritz Langner
- Allenatore in seconda:
- Preparatore dei portieri:
- Preparatori atletici:

## Calciomercato

### Sessione estiva
| Acquisti | Acquisti         | Acquisti        | Acquisti |
| R.       | Nome             | da              | Modalità |
| -------- | ---------------- | --------------- | -------- |
| C        | Dieter Bedürftig | Wormatia Worms  |          |
| D        | Klaus Fichtel    | Arminia Ickern  |          |
| A        | Rolf Lendzian    | RW Oberhausen   |          |
| C        | Gerhard Neuser   | Siegen          |          |
| D        | Heinz Pliska     | Hamborn 07      |          |
| C        | Alfred Pyka      | Monaco 1860     |          |
| C        | Kurt Waschk      | Schalke 04 U19  |          |
| A        | Werner Weikamp   | Olympia Bocholt |          |
| A        | Siegfried Werner | Bayern Hof      |          |

| Cessioni | Cessioni          | Cessioni           | Cessioni |
| R.       | Nome              | a                  | Modalità |
| -------- | ----------------- | ------------------ | -------- |
| C        | Manfred Berz      | Schweinfurt 05     |          |
| D        | Heinz Crawatzo    | Karlsruhe          |          |
| A        | Waldemar Gerhardt | Fortuna Düsseldorf |          |
| C        | Egon Horst        | Amburgo            |          |
| A        | Willi Koslowski   | Rot-Weiss Essen    |          |
| A        | Stan Libuda       | Borussia Dortmund  |          |
| D        | Hans Nowak        | Bayern Monaco      |          |
| D        | Willi Schulz      | Amburgo            |          |
| P        | Gyula Tóth        | Norimberga         |          |

## Risultati

### Bundesliga

#### Girone di andata
| Arbitro: | Deuschel |

|                    |           |  |
| Fichtel 21’ (aut.) | Marcatori |  |

| Gelsenkirchen 21 agosto 1965, ore 16:00 CET 2ª giornata | Schalke 04  | 0 – 0 referto | Karlsruhe | Glückauf-Kampfbahn (37 000 spett.)\| Arbitro: \| Gusenburger \| |
| Arbitro:                                                | Gusenburger |               |           |                                                                 |

| Arbitro: | Schreiner |

|                                                                 |           |            |
| Lotz 41’ van Haaren 45’ Rühl 56’ Nolden 63’ (rig.) Versteeg 84’ | Marcatori | 68’ Werner |

| Gelsenkirchen 4 settembre 1965, ore 16:00 CET 4ª giornata | Schalke 04 | 0 – 0 referto | Borussia M'gladbach | Glückauf-Kampfbahn (35 000 spett.)\| Arbitro: \| Link \| |
| Arbitro:                                                  | Link       |               |                     |                                                          |

| Arbitro: | Sturm |

|                    |           |           |
| Löhr 63’ Sturm 87’ | Marcatori | 68’ Kreuz |

| Arbitro: | Mathieu |

|                       |           |                               |
| Herrmann 45’ Pyka 63’ | Marcatori | 41’, 69’ Emmerich 62’ Geisler |

| Arbitro: | Handwerker |

|                           |           |  |
| Podlich 28’ Matischak 68’ | Marcatori |  |

| Arbitro: | Jacobi |

|                       |           |            |
| Neuser 20’ Pliska 42’ | Marcatori | 36’ Seeler |

| Arbitro: | Horstmann |

|                                         |           |  |
| Brunnenmeier 20’ Heiß 63’ Konietzka 76’ | Marcatori |  |

| Arbitro: | Herden |

|           |           |             |
| Kreuz 65’ | Marcatori | 5’ Koulmann |

| Arbitro: | Schulenburg |

|                                       |           |                     |
| Solz 7’ Trimhold 26’, 68’ Huberts 85’ | Marcatori | 72’ (rig.) Herrmann |

| Arbitro: | Fritz |

|              |           |  |
| Herrmann 80’ | Marcatori |  |

| Arbitro: | Spinnler |

|                           |           |  |
| Ulsaß 8’, 76’ Gerwien 73’ | Marcatori |  |

| Arbitro: | Wengenmayer |

|              |           |  |
| Herrmann 44’ | Marcatori |  |

| Arbitro: | Tschenscher |

|         |           |  |
| May 21’ | Marcatori |  |

| Arbitro: | Heumann |

|                     |           |             |
| Pyka 23’ Neuser 85’ | Marcatori | 32’ Geisert |

| Arbitro: | Jacobi |

|               |           |                     |
| Szymaniak 81’ | Marcatori | 5’ Neuser 29’ Klose |

#### Girone di ritorno
| Arbitro: | Spinnler |

|                |           |  |
| Kreuz 72’, 84’ | Marcatori |  |

| Arbitro: | Fritz |

|          |           |  |
| Wild 20’ | Marcatori |  |

| Gelsenkirchen 29 gennaio 1966, ore 15:00 CET 20ª giornata | Schalke 04 | 0 – 0 referto | Meidericher | Glückauf-Kampfbahn (35 000 spett.)\| Arbitro: \| Handwerker \| |
| Arbitro:                                                  | Handwerker |               |             |                                                                |

| Arbitro: | Kreitlein |

|               |           |  |
| Rupp 68’, 88’ | Marcatori |  |

| Gelsenkirchen 12 febbraio 1966, ore 15:00 CET 22ª giornata | Schalke 04  | 0 – 0 referto | Colonia | Glückauf-Kampfbahn (30 000 spett.)\| Arbitro: \| Tschenscher \| |
| Arbitro:                                                   | Tschenscher |               |         |                                                                 |

| Arbitro: | Riegg |

|                                                                  |           |  |
| Held 27’, 29’ Schmidt 28’, 74’ Sturm 67’ Kurrat 72’ Emmerich 77’ | Marcatori |  |

| Arbitro: | Siebert |

|          |           |                                                                       |
| Pyka 27’ | Marcatori | 23’ Lorenz 46’ Danielsen 62’, 90’ Podlich 68’ (rig.) Schütz 79’ Hänel |

| Arbitro: | Wengenmayer |

|                |           |          |
| Pohlschmidt 5’ | Marcatori | 56’ Pyka |

| Arbitro: | Ott |

|  |           |                        |
|  | Marcatori | 39’ Heiß 77’ Konietzka |

| Arbitro: | Treichel |

|            |           |  |
| Werner 33’ | Marcatori |  |

| Arbitro: | Fritz |

|                                |           |                  |
| Herrmann 34’, 80’ Bechmann 45’ | Marcatori | 40’, 43’ Huberts |

| Arbitro: | Lutz |

|            |           |  |
| Brungs 83’ | Marcatori |  |

| Arbitro: | Deuschel |

|            |           |          |
| Neuser 63’ | Marcatori | 79’ Maas |

| Arbitro: | Tschenscher |

|  |           |                           |
|  | Marcatori | 31’, 62’ Kreuz 83’ Rausch |

| Arbitro: | Kreitlein |

|                        |           |  |
| Bechmann 75’ Kreuz 85’ | Marcatori |  |

| Arbitro: | Schulenburg |

|                                      |           |                        |
| Braner 18’ Reitgassl 36’ (rig.), 54’ | Marcatori | 13’ Bechmann 69’ Kreuz |

| Arbitro: | Güller |

|                                      |           |  |
| Klose 2’, 78’ Herrmann 40’ Kreuz 82’ | Marcatori |  |

### Coppa di Germania
| Arbitro: | Schreiner |

|                             |           |             |
| Kreuz 64’ Neuser 101’, 118’ | Marcatori | 5’ Tylinski |

| Arbitro: | Fritz |

|                                                                 |           |  |
| Gecks 17’ van Haaren 23’, 74’ Rühl 24’ Heidemann 63’ Krämer 78’ | Marcatori |  |

## Statistiche

### Statistiche di squadra
| Competizione      | Punti | In casa | In casa | In casa | In casa | In casa | In casa | In trasferta | In trasferta | In trasferta | In trasferta | In trasferta | In trasferta | Totale | Totale | Totale | Totale | Totale | Totale | DR  |
| Competizione      | Punti | G       | V       | N       | P       | Gf      | Gs      | G            | V            | N            | P            | Gf           | Gs           | G      | V      | N      | P      | Gf     | Gs     | DR  |
| ----------------- | ----- | ------- | ------- | ------- | ------- | ------- | ------- | ------------ | ------------ | ------------ | ------------ | ------------ | ------------ | ------ | ------ | ------ | ------ | ------ | ------ | --- |
| Bundesliga        | 27    | 17      | 8       | 6       | 3       | 22      | 17      | 17           | 2            | 1            | 14           | 11           | 38           | 34     | 10     | 7      | 17     | 33     | 55     | -22 |
| Coppa di Germania | -     | 1       | 1       | 0       | 0       | 3       | 1       | 1            | 0            | 0            | 1            | 0            | 6            | 2      | 1      | 0      | 1      | 3      | 7      | -4  |
| Totale            | 27    | 18      | 9       | 6       | 3       | 25      | 18      | 18           | 2            | 1            | 15           | 11           | 44           | 36     | 11     | 7      | 18     | 36     | 62     | -26 |

### Andamento in campionato
| Giornata  | 1  | 2  | 3  | 4  | 5  | 6  | 7  | 8  | 9  | 10 | 11 | 12 | 13 | 14 | 15 | 16 | 17 | 18 | 19 | 20 | 21 | 22 | 23 | 24 | 25 | 26 | 27 | 28 | 29 | 30 | 31 | 32 | 33 | 34 |
| --------- | -- | -- | -- | -- | -- | -- | -- | -- | -- | -- | -- | -- | -- | -- | -- | -- | -- | -- | -- | -- | -- | -- | -- | -- | -- | -- | -- | -- | -- | -- | -- | -- | -- | -- |
| Luogo     | T  | C  | T  | C  | T  | C  | T  | C  | T  | C  | T  | C  | T  | C  | T  | C  | T  | C  | T  | C  | T  | C  | T  | C  | T  | C  | T  | C  | T  | C  | T  | C  | T  | C  |
| Risultato | P  | N  | P  | N  | P  | P  | P  | V  | P  | N  | P  | V  | P  | V  | P  | V  | V  | V  | P  | N  | P  | N  | P  | P  | N  | P  | P  | V  | P  | N  | V  | V  | P  | V  |
| Posizione | 12 | 14 | 18 | 16 | 16 | 16 | 16 | 15 | 15 | 15 | 15 | 15 | 15 | 15 | 15 | 15 | 14 | 14 | 14 | 14 | 14 | 14 | 15 | 16 | 16 | 16 | 16 | 16 | 16 | 16 | 16 | 14 | 15 | 14 |

Legenda:

Luogo: C = Casa; T = Trasferta. Risultato: V = Vittoria; N = Pareggio; P = Sconfitta.

### Statistiche dei giocatori
| Giocatore    | Bundesliga | Bundesliga | Bundesliga  | Bundesliga | Coppa di Germania | Coppa di Germania | Coppa di Germania | Coppa di Germania | Totale   | Totale | Totale      | Totale     |
| Giocatore    | Presenze   | Reti       | Ammonizioni | Espulsioni | Presenze          | Reti              | Ammonizioni       | Espulsioni        | Presenze | Reti   | Ammonizioni | Espulsioni |
| ------------ | ---------- | ---------- | ----------- | ---------- | ----------------- | ----------------- | ----------------- | ----------------- | -------- | ------ | ----------- | ---------- |
| H. Becher    | 34         | 0          | 0           | 0          | 2                 | 0                 | 0                 | 0                 | 36       | 0      | 0           | 0          |
| K. Bechmann  | 22         | 3          | 0           | 0          | 2                 | 0                 | 0                 | 0                 | 24       | 3      | 0           | 0          |
| D. Bedürftig | 0          | 0          | 0           | 0          | 0                 | 0                 | 0                 | 0                 | 0        | 0      | 0           | 0          |
| J. Broden    | 1          | 0          | 0           | 0          | 0                 | 0                 | 0                 | 0                 | 1        | 0      | 0           | 0          |
| J. Elting    | 26         | 0          | 0           | 0          | 2                 | 0                 | 0                 | 0                 | 28       | 0      | 0           | 0          |
| K. Fichtel   | 34         | 0          | 0           | 0          | 2                 | 0                 | 0                 | 0                 | 36       | 0      | 0           | 0          |
| S. Grams     | 1          | 0          | 0           | 0          | 0                 | 0                 | 0                 | 0                 | 1        | 0      | 0           | 0          |
| W. Grau      | 7          | 0          | 0           | 0          | 1                 | 0                 | 0                 | 0                 | 8        | 0      | 0           | 0          |
| G. Herrmann  | 33         | 7          | 0           | 0          | 2                 | 0                 | 0                 | 0                 | 35       | 7      | 0           | 0          |
| U. Kleina    | 2          | 0          | 0           | 0          | 0                 | 0                 | 0                 | 0                 | 2        | 0      | 0           | 0          |
| H. Klose     | 22         | 3          | 0           | 0          | 2                 | 0                 | 0                 | 0                 | 24       | 3      | 0           | 0          |
| E. Kolbe     | 0          | 0          | 0           | 0          | 0                 | 0                 | 0                 | 0                 | 0        | 0      | 0           | 0          |
| M. Kreuz     | 31         | 9          | 0           | 0          | 1                 | 1                 | 0                 | 0                 | 32       | 10     | 0           | 0          |
| R. Lendzian  | 0          | 0          | 0           | 0          | 0                 | 0                 | 0                 | 0                 | 0        | 0      | 0           | 0          |
| H. Lömm      | 5          | 0          | 0           | 0          | 1                 | 0                 | 0                 | 0                 | 6        | 0      | 0           | 0          |
| F. Mach      | 0          | 0          | 0           | 0          | 0                 | 0                 | 0                 | 0                 | 0        | 0      | 0           | 0          |
| H. Mühlmann  | 7          | 0          | 0           | 0          | 0                 | 0                 | 0                 | 0                 | 7        | 0      | 0           | 0          |
| G. Neuser    | 32         | 4          | 0           | 0          | 1                 | 2                 | 0                 | 0                 | 33       | 6      | 0           | 0          |
| H. Pliska    | 34         | 1          | 0           | 0          | 2                 | 0                 | 0                 | 0                 | 36       | 1      | 0           | 0          |
| A. Pyka      | 34         | 4          | 0           | 0          | 2                 | 0                 | 0                 | 0                 | 36       | 4      | 0           | 0          |
| E. Rama      | 0          | 0          | 0           | 0          | 0                 | 0                 | 0                 | 0                 | 0        | 0      | 0           | 0          |
| F. Rausch    | 33         | 1          | 0           | 0          | 1                 | 0                 | 0                 | 0                 | 34       | 1      | 0           | 0          |
| K. Senger    | 2          | 0          | 0           | 0          | 1                 | 0                 | 0                 | 0                 | 3        | 0      | 0           | 0          |
| K. Waschk    | 0          | 0          | 0           | 0          | 0                 | 0                 | 0                 | 0                 | 0        | 0      | 0           | 0          |
| W. Weikamp   | 5          | 0          | 0           | 0          | 0                 | 0                 | 0                 | 0                 | 5        | 0      | 0           | 0          |
| S. Werner    | 9          | 1          | 0           | 0          | 0                 | 0                 | 0                 | 0                 | 9        | 1      | 0           | 0          |